# Independent Spirit al millor documental
L'Independent Spirit al millor documental (en anglès Independent Spirit Award for Best Documentary Feature) és un dels Premis Independent Spirit que es concedeixen anualment.

## Guanyadors i nominats
La pel·lícula guanyadora de cada any es mostra sobre fons blau:

### Dècada del 2000
| Any  | Títol                                                       | Director                                       |
| ---- | ----------------------------------------------------------- | ---------------------------------------------- |
| 2000 | Dark Days                                                   | Marc Singer                                    |
| 2000 | The Eyes of Tammy Faye                                      | Fenton Bailey i Randy Barbato                  |
| 2000 | Long Night's Journey into Day                               | Deborah Hoffmann i Frances Reid                |
| 2000 | Paragraph 175                                               | Rob Epstein i Jeffrey Friedman                 |
| 2000 | Sound and Fury                                              | Josh Aronson                                   |
| 2001 | Dogtown and Z-Boys                                          | Stacy Peralta                                  |
| 2001 | Go Tigers!                                                  | Kenneth A. Carlson                             |
| 2001 | Lalee's Kin: The Legacy of Cotton                           | Deborah Dickson, Susan Frömke i Albert Maysles |
| 2001 | Promises                                                    | Carlos Bolado, B.Z. Goldberg i Justine Shapiro |
| 2001 | Scratch                                                     | Doug Pray                                      |
| 2002 | Bowling for Columbine                                       | Michael Moore                                  |
| 2002 | The Cockettes                                               | Bill Weber i David Weissman                    |
| 2002 | Devil's Playground                                          | Lucy Walker                                    |
| 2002 | How to Draw a Bunny                                         | John W. Walter                                 |
| 2002 | Stevie                                                      | Steve James                                    |
| 2003 | The Fog of War                                              | Errol Morris                                   |
| 2003 | Mayor of the Sunset Strip                                   | George Hickenlooper                            |
| 2003 | My Architect                                                | Nathaniel Kahn                                 |
| 2003 | OT: Our Town                                                | Scott Hamilton Kennedy                         |
| 2003 | Power Trip                                                  | Paul Devlin                                    |
| 2004 | Some Kind of Monster                                        | Joe Berlinger i Bruce Sinofsky                 |
| 2004 | Bright Leaves                                               | Ross McElwee                                   |
| 2004 | Chisholm '72: Unbought & Unbossed                           | Shola Lynch                                    |
| 2004 | Hiding and Seeking: Faith and Tolerance After the Holocaust | Menachem Daum i Oren Rudavsky                  |
| 2004 | Tarnation                                                   | Jonathan Caouette                              |
| 2005 | Enron: The Smartest Guys in the Room                        | Alex Gibney                                    |
| 2005 | Grizzly Man                                                 | Werner Herzog                                  |
| 2005 | Romántico                                                   | Mark Becker                                    |
| 2005 | La sierra                                                   | Scott Dalton i Margarita Martinez              |
| 2005 | Sir! No Sir!                                                | David Zeiger                                   |
| 2006 | The Road to Guantanamo                                      | Michael Winterbottom                           |
| 2006 | A Lion in the House                                         | Steven Bognar i Julia Reichert                 |
| 2006 | My Country, My Country                                      | Laura Poitras                                  |
| 2006 | The Trials of Darryl Hunt                                   | Ricki Stern i Anne Sundberg                    |
| 2006 | You're Gonna Miss Me                                        | Keven McAlester                                |
| 2007 | Crazy Love                                                  | Dan Klores i Fisher Stevens                    |
| 2007 | Lake of Fire                                                | Tony Kaye                                      |
| 2007 | Manufactured Landscapes                                     | Jennifer Baichwal                              |
| 2007 | The Monastery: Mr. Vig and the Nun                          | Pernille Rose Grønkjær                         |
| 2007 | The Prisoner or: How I Planned to Kill Tony Blair           | Michael Tucker i Petra Epperlein               |
| 2008 | Man on Wire                                                 | James Marsh                                    |
| 2008 | The Betrayal - Nerakhoon                                    | Ellen Kuras i Thavisouk Phrasavath             |
| 2008 | Encounters at the End of the World                          | Werner Herzog                                  |
| 2008 | The Order of Myths                                          | Margaret Brown                                 |
| 2008 | Up the Yangtze                                              | Yung Chang                                     |
| 2009 | Anvil! The Story of Anvil                                   | Sacha Gervasi                                  |
| 2009 | Food, Inc.                                                  | Robert Kenner                                  |
| 2009 | More Than a Game                                            | Kristopher Belman                              |
| 2009 | October Country                                             | Michael Palmieri i Donal Mosher                |
| 2009 | Which Way Home                                              | Rebecca Cammisa                                |

### Dècada del 2010
| Any  | Títol                                   | Director                               |
| ---- | --------------------------------------- | -------------------------------------- |
| 2010 | Exit Through the Gift Shop              | Banksy                                 |
| 2010 | Marwencol                               | Jeff Malmberg                          |
| 2010 | Restrepo                                | Tim Hetherington i Sebastian Junger    |
| 2010 | Sweetgrass                              | Ilisa Barbash i Lucien Castaing-Taylor |
| 2010 | Thunder Soul                            | Mark Landsman                          |
| 2011 | The Interrupters                        | Steve James                            |
| 2011 | An African Election                     | Jarreth J. Merz i Kevin Merz           |
| 2011 | Bill Cunningham New York                | Richard Press                          |
| 2011 | The Redemption of General Butt Naked    | Daniele Anastasion i Eric Strauss      |
| 2011 | We Were Here                            | David Weissman i Bill Weber            |
| 2012 | The Invisible War                       | Kirby Dick                             |
| 2012 | How to Survive a Plague                 | David France                           |
| 2012 | Marina Abramovic: The Artist Is Present | Matthew Akers i Jeff Dupre             |
| 2012 | The Central Park Five                   | Ken Burns, Sarah Burns i David McMahon |
| 2012 | The Waiting Room                        | Peter Nicks                            |
| 2013 | 20 Feet from Stardom                    | Morgan Neville                         |
| 2013 | After Tiller                            | Martha Shane i Lana Wilson             |
| 2013 | Gideon's Army                           | Dawn Porter                            |
| 2013 | The Act of Killing                      | Joshua Oppenheimer                     |
| 2013 | The Square                              | Jehane Noujaim                         |

- 2014: The Look of Silence[6]
  - (T)error
  - Best of Enemies
  - Heart of a Dog
  - Meru ÷
  - The Russian Woodpecker
- 2015: O.J.: Made in America ± [7]
  - 13th ≈
  - Cameraperson
  - I Am Not Your Negro ≈
  - Sonita
  - Under the Sun
- 2016: Faces Places ≈[8]
  - The Departure
  - Last Men in Aleppo
  - Motherland
  - Quest
- 2017: Won't You Be My Neighbor?
  - Hale County This Morning, This Evening ≈ ÷
  - Minding the Gap ≈
  - Of Fathers and Sons
  - On Her Shoulders
  - Shirkers
- 2018:
  - American Factory
  - Apollo 11 ÷
  - For Sama
  - Honeyland
  - Island of the Hungry Ghosts